# U-133 (1941)
U-133 — средняя немецкая подводная лодка типа VIIC времён Второй мировой войны.

## История
Заказ на постройку субмарины был отдан 7 августа 1939 года. Лодка была заложена 21 августа 1940 года на верфи Бремен-Вулкан под строительным номером 12, спущена на воду 28 апреля 1941 года. Лодка вошла в строй 5 июля 1941 года под командованием оберлейтенанта Германа Гессе.

### Командиры
- 5 июля 1941 года — 1 марта 1942 года капитан-лейтенант Герман Гессе.
- 2 — 14 марта 1942 года капитан-лейтенант Эберхард Мор

### Флотилии
- 5 июля — 30 сентября 1941 года — 7-я флотилия (учебная)
- 1 октября — 31 декабря 1941 года — 7-я флотилия
- 1 января — 14 марта 1942 года — 23-я флотилия

### История службы
Лодка совершила 3 боевых похода. 17 января 1942 года U-133 потопила британский эсминец HMS Gurkha (1 920 тонн) из охранения конвоя MW-8B, после чего её контратаковал британский эсминец HMS Maori нанеся лодке небольшие повреждения глубинными бомбами.

## U-133 против Дамбы Гувера
В статье, изданной в 1996 году в еженедельнике USS Shaw, описан миф, в соответствии с которым миссией U-133 в последнем походе было путешествие на реку Колорадо и разрушение Дамбы Гувера. В статье описывается путешествие 54 моряков под предводительством Питера Пфау, достигших Лафли (штат Невада), где им пришлось затопить лодку из-за невозможности продолжать путь по песчаным отмелям. Этот рассказ не может быть правдой, так как расстояние от французских портов до устья реки Колорадо превышает автономность подлодки типа VIIC даже по топливу в несколько раз, а дозаправки на столь большом протяжении были неосуществимы. Также, командира по фамилии Пфау никогда не существовало в германском флоте, и, что самое важное, нет никаких других источников, хотя бы словом намекающих на возможность подобного похода.

### Гибель U-133
Долгое время судьба этой подводной лодки оставалась неизвестной. В настоящее время известно, что 14 марта 1942 года лодка покинула свою базу в Саламисе, Греция, и направилась в Средиземное море. Два часа спустя она подорвалась на мине и немедленно затонула в районе с координатами 37°50′ с. ш. 23°35′ в. д.. Весь экипаж (45 человек) погиб. Командир 23-й флотилии заявил, что лодка вышла на минное поле в результате ухода с фарватера.